# Artus Auxcousteaux
Artus Auxcousteaux (auch Artus Aux-Cousteaux, * um 1590 in der Pikardie; † 1656 in Paris) war ein französischer Komponist.

## Leben und Werk
Artus Auxcousteaux wirkte über 13 Jahre lang als Sänger der königlichen Kapelle. 1627 wurde er Sänger in Noyon. 1633 wurde er „Magister puerorum“ (Leiter der Singknaben) der Kathedrale von Amiens. Ab 1634 wirkte er als Altist an der Sainte-Chapelle in Paris. 1637 wurde er Kaplan. 1642 wurde er dort zum Kapellmeister ernannt, nachdem er dieses Amt bereits seit 1639 ausgeübt hatte.
Artus Auxcousteaux’ Werke sind im gefälligen Stil gehalten. Die Werke umfassen acht vier- bis sechsstimmige Messen, vier- bis sechsstimmige Psalmen und geistige Gesänge sowie Les Quatrains de M. Mathieu (dreistimmig, Paris I 1643, II 1652).